# Langhalsiger Kiefernborkenkäfer
Der Langhalsige Kiefernborkenkäfer (Orthotomicus longicollis) ist ein Rüsselkäfer aus der Unterfamilie der Borkenkäfer (Scolytinae). Da er seine Brutsysteme in der Rinde der Wirtsbäume anlegt, wird er den Rindenbrütern zugerechnet.

## Merkmale

### Allgemein
Die Käfer werden 3,3 bis 5 Millimeter lang und haben einen dunkelbraunen, glänzenden, braungrau behaarten, zylinderförmigen Körper. Der Halsschild ist deutlich länger als breit, vorne mit Höckern versehen und gleichmäßig gewölbt. Es hat eine punktierte Basis und verdeckt von oben gesehen den Kopf. Der Spitzenrand der Flügeldecken ist von unten gesehen doppelt, der innere Rand umfasst das Abdomen, der äußere begrenzt den Absturz. Der zweite Zahn am Absturz ist ein Kegelzahn. Er ist breit, beulenförmig und oben flachgedrückt. Der Absturz fällt fast senkrecht ab. Die Punktreihen der Flügeldecken haben im ersten Zwischenraum am Absturz keine Körnchenreihe. Sie liegen nur um Punktbreite auseinander. Der Nahtstreifen der Flügeldecken ist nicht eingedrückt. Das Abdomen bleibt ab dem zweiten Sternit zum Ende hin gerade. Die Fühlergeißel ist fünfgliedrig, die Fühlerkeule trägt zwei gebogene Nähte. Das dritte Tarsenglied ist zylindrisch geformt.
Beim Langhalsigen Kiefernborkenkäfer ist ein Sexualdimorphismus erkennbar. Die männliche Stirn ist mit einem großen Höcker versehen, der zweite Zahn am Absturz hat zusätzlich eine nach innen gedrückte Spitze und zwischen dem zweiten und dritten Zahn sind zwei kleine Höckerchen zu finden. Dagegen ist die Stirn der Weibchen mit einem kleinen Höcker versehen, zwischen dem zweiten und dritten Zahn sind nur undeutliche kleine Höckerchen zu finden und die Flügeldeckennaht am Absturz trägt eine Körnchenreihe.

## Verbreitung
Die Art ist in Europa verbreitet.

## Lebensweise
Der Langhalsige Kiefernborkenkäfer kommt an Kiefern (Pinus) vor und besiedelt die Rinde, hauptsächlich an den Stämmen der Bäume. Das Fraßbild weist eine große Rammelkammer auf, von der zwei bis vier unregelmäßige Muttergänge abgehen. Die Einischen werden in der Gangmittellinie angelegt. Die Larven fressen sich in die Rinde beziehungsweise Borke. Sie verursachen keine Waldschäden, eine Bekämpfung ist daher nicht notwendig.

## Systematik

### Synonyme
Aus der Literatur sind für den Langhalsigen Kiefernborkenkäfer folgende Synonyme bekannt:
- Bostrichus longicollis Gyllenhal, 1827
- Tomicus oblitus Perris, 1862